# Henry James
Henry James (Nueva York, 15 de abril de 1843-Londres, 28 de febrero de 1916) fue un escritor y crítico literario estadounidense, nacionalizado británico, reconocido como una figura clave en la transición del realismo al modernismo anglosajón, cuyas novelas y relatos están basados en la técnica del punto de vista, que permite el análisis psicológico de los personajes desde su interior. Era hijo del teólogo Henry James Sr. y hermano menor del psicólogo y filósofo William James, fundador de la escuela funcionalista, así como de la diarista Alice James. 
Pasó mucho tiempo en Europa occidental, donde vivió en París y luego en Londres, aunque después se mudó a Lamb House. Se nacionalizó británico en 1915, en protesta por la no-intervención de los Estados Unidos en la Primera Guerra Mundial, en favor de la Triple Entente –formada por Reino Unido, Francia y el Imperio ruso–, pero murió al año siguiente, en 1916 y al año siguiente de su muerte, Estados Unidos se unió a la Entente en contra del Imperio alemán y sus aliados.
Es conocido particularmente por sus novelas que abordan la interacción social y marital entre emigrantes estadounidenses, los ingleses y los europeos continentales, como en su Daisy Miller (1879) o en Retrato de una dama (1881), lo que lo ha constituido en una figura destacada de la cultura transatlántica. Su tema fundamental fue la inocencia y la exuberancia del Nuevo Mundo en contraste con la corrupción y la sabiduría del Viejo. Sus obras posteriores, como Los embajadores, Las alas de la paloma o La copa dorada, fueron cada vez más experimentales. Al describir los estados mentales internos y la dinámica social de sus personajes, James solía escribir con un estilo en el que se superponían o yuxtaponían motivos e impresiones ambiguos o contradictorios en la descripción de la psique del personaje. Por su singular ambigüedad, así como por otros aspectos de su composición, sus últimas obras han sido comparadas con la pintura impresionista.
Su novela corta Otra vuelta de tuerca se ha ganado la reputación de ser la historia de fantasmas más analizada y ambigua en lengua inglesa y sigue siendo su obra más adaptada a otros medios. Escribió otras historias de fantasmas muy valoradas, como «The Jolly Corner».
James publicó artículos y libros de crítica, viajes, biografías, autobiografía y obras de teatro. Nacido en Estados Unidos, James vivió principalmente en Europa de joven y finalmente se estableció en Inglaterra, nacionalizándose en 1915, un año antes de su muerte. James fue nominado al Premio Nobel de Literatura en 1911, 1912 y 1916. Jorge Luis Borges dijo: «He visitado algunas literaturas de Oriente y Occidente; he compilado un compendio enciclopédico de literatura fantástica; he traducido a Kafka, Melville y Bloy; no conozco obra más extraña que la de Henry James».

## Vida

### Expatriado
Durante la mayor parte de su vida fue un expatriado en Europa. Su abuelo paterno amasó una fortuna considerable, y su padre decidió que sus hijos se educaran entre Europa y los Estados Unidos para que pudieran conocer el mundo por sí mismos. En 1875 se plantea establecerse en Nueva York y dedicarse a escribir, pero en 1876 se encuentra ya residiendo por tiempo indefinido en Europa. Después de residir en París se estableció en Londres, donde tuvo una intensa vida social, hasta que en 1898 se mudó a Lamb House, en Sussex. Se nacionalizó británico en 1915, en protesta por la no intervención de su país en la Primera Guerra Mundial en favor de los aliados, y murió al año siguiente.

### Su vida privada
La referencia capital actual para su vida privada y para la investigación sobre su producción escrita es la gigantesca biografía producida por Leon Edel.
James no conseguía demasiado dinero de sus libros; sin embargo, se codeaba con las clases ricas. Aunque no era realmente uno de ellos, James había crecido en una familia pudiente y podía observarlos de cerca y comprender sus problemas. Afirmó una vez que algunas de las mejores ideas para sus historias las obtuvo frecuentando ese tipo de reuniones.
Su sexualidad era indefinida y sus gustos e intereses eran, de acuerdo con los niveles predominantes de la sociedad victoriana, en parte femeninos. Se ha afirmado que el ser un sujeto ajeno a la sociedad en que vivía le ayudó en el detallado análisis psicológico de las situaciones, una de las características más destacables de su obra literaria. Nunca fue un miembro en su totalidad de ningún grupo.

## Claves de su obra
Como escritor se considera a James como una de las grandes figuras de la literatura transatlántica. Sus obras están basadas frecuentemente en la yuxtaposición de personajes del Viejo Mundo, artístico, corruptor y seductor y el Nuevo Mundo, donde la gente es a menudo sincera y abierta, si bien sus matices y variaciones son múltiples.
En sus obras prefiere el drama interno y psicológico, y es un tema habitual suyo la alienación. Sus primeros trabajos son considerados realistas, pero de hecho durante su larga carrera literaria mantuvo un gran interés en una variedad de movimientos artísticos. Sus obras se han adaptado al cine muchas veces por directores tales como William Wyler (La heredera, adaptación de la novela Washington Square), Jack Clayton (Suspense) y James Ivory (Las bostonianas, La copa dorada). 
El sentimiento de ser estadounidense en Europa es un tema recurrente en sus libros, que contrastan la inocencia norteamericana (una gran bondad unida a una ignorancia absoluta de la cultura y sociedad europeas) con la sofisticación del Viejo Continente. Este contraste entre la inocencia y la experiencia corruptora se muestra en obras como Roderick Hudson o El americano.
En obras posteriores el citado contraste se centrará en el ambiente artístico, como sucede en La muerte del león y en La lección del maestro. En la primera, una dama de la alta sociedad con ínfulas intelectuales acosa de forma incesante a un escritor para exhibirlo en sus reuniones, mientras que en la segunda un aspirante a escritor recibe una agridulce moraleja de su presunto mentor acerca de los sacrificios y renuncias inherentes a la vida del creador.
A partir de 1890 el tema de la inocencia presenta una nueva faceta. Los años anteriores han sido amargos: su padre, su madre y uno de sus hermanos menores han muerto, novelas como Las bostonianas no han tenido la recepción esperada y sus obras teatrales han fracasado. Todo ese dolor y decepción se reflejarán a través de historias de fantasmas (Otra vuelta de tuerca, El rincón feliz, Sir Edmund Orme). En ellas, el contraste se situará entre el mundo real y el supranatural.
Henry James padecía un tartamudeo atenuado. Lo consiguió superar al desarrollar el hábito de hablar muy despacio y prudentemente. Su amiga y discípula Edith Wharton, quien lo admiraba mucho, admitió que había algunos pasajes en sus obras que eran incomprensibles.

## Interpretación psicológica de sus obras
La tendencia analítica en sus obras está muy marcada. Es posible interpretar muchas de sus historias como experimentos psicológicos. Retrato de una dama (The Portrait of a Lady) puede verse como un experimento para comprobar qué pasa cuando una joven idealista se hace rica repentinamente; por otro lado, se ha sugerido que el argumento se inspiró en la teoría de selección natural de Charles Darwin. La novela Otra vuelta de tuerca es una historia de fantasmas que trata del impacto psicológico sobre una joven institutriz soltera (y posiblemente reprimida sexualmente) quien se tropieza con una aventura amorosa en curso, complicada por el hecho de que los amantes están muertos. La obsesión (posiblemente sexual) de la institutriz con el tío de los niños a los que ha de educar, así como la sugerencia de que los niños han sido expuestos a algún tipo de conducta sexual por los amantes fallecidos, y la falta de una narración objetiva, hacen dudar al lector de la veracidad de la interpretación (una interpretación que no se da de manera explícita) que la institutriz hace de los eventos; la propia veracidad de los fantasmas se puede poner en duda. La historia originalmente se interpretó como un simple cuento de fantasmas, pero la lectura entre líneas ofrece una interpretación freudiana, o al menos psicológica, de la narración.

## Su labor como crítico literario
Además de su obra de ficción, James ha sido uno de los críticos literarios más importantes en la historia de la novela. En su mítico ensayo El arte de la novela (The Art of Fiction) se manifestó en contra de las rígidas prescripciones sobre la elección por parte del novelista del sujeto y método de tratamiento de la obra. Mantuvo que sólo la mayor libertad posible en cuanto a contenidos y métodos podría ayudar a asegurar la continuidad vital de la prosa y ficción. James escribió muchos artículos críticos sobre otros novelistas; es clásico su voluminoso y pormenorizado estudio acerca de su predecesor estadounidense Nathaniel Hawthorne. Cuando reunió la New York Edition de su obra en sus últimos años, James escribió una serie de prefacios que sometieron a su propio trabajo a la misma crítica, minuciosa y a veces severa.

## Su labor como dramaturgo y crítico teatral
Durante su vida, James mantuvo esperanzas de triunfar como dramaturgo. Convirtió su novela El americano (The American) en una obra de teatro que consiguió modestos ingresos a principios de la década de 1890. Llegó a escribir una docena de obras de teatro, aunque la mayor parte de ellas no llegaron a producirse. Su obra costumbrista Guy Domville tuvo un fracaso estrepitoso la noche de su estreno en 1895. James abandonó entonces sus esfuerzos para conquistar el escenario y volvió a la ficción. En sus Cuadernos (Notebooks) afirmó que su experimento teatral benefició sus novelas y cuentos al ayudarlo a dramatizar los pensamientos y emociones de sus personajes. James produjo una pequeña pero interesante recopilación de crítica teatral, incluyendo una crítica perspicaz de Henrik Ibsen.

## Su interés por las artes y los viajes
Dado su amplio interés en todas las artes, James escribió también sobre las artes visuales. Quizás su contribución más valiosa fue el juicio favorable de su compatriota expatriado John Singer Sargent, pintor cuya evaluación por parte de la crítica ha mejorado en las últimas décadas. James también escribió en ocasiones artículos sobre viajes, a veces encantadores, a veces melancólicos, de diferentes lugares que visitó o en que vivió. Sus libros más famosos incluyen Italian Hours y The American Scene.
Una exposición reciente del Pierpoint Morgan Library (junio a septiembre de 2017) recoge pinturas de artistas norteamericanos relacionadas con el autor y su obra.

## Su obra epistolar
Asimismo, James fue uno de los mayores escritores epistolares de todos los tiempos. Existen más de diez mil cartas personales suyas, y se han publicado más de tres mil en un gran número de recopilaciones. Entre sus corresponsales se pueden encontrar grandes autores coetáneos como Robert Louis Stevenson y Joseph Conrad, junto con muchos otros amigos de su esfera íntima. Las cartas oscilan desde "meras tonterías" (en sus propias palabras) hasta discusiones sobre asuntos artísticos, sociales y personales.

## La postura de los críticos
La reputación entre los críticos de James cayó hasta su punto más bajo durante las décadas posteriores a su muerte. Algunos críticos estadounidenses, como Van Wyck Brooks, expresaron hostilidad hacia su larga expatriación y final naturalización como ciudadano británico. Otros criticaron la supuesta dificultad de su estilo literario, o su tratamiento escrupuloso del sexo y otros temas controvertidos.
Aunque estas críticas no han desaparecido por completo, Henry James suele ser apreciado por su profundidad psicológica, su magistral creación de situaciones y argumentos que revelan las más profundas motivaciones de sus personajes, su humor discreto aunque recurrente, y su gran dominio del lenguaje.

## Obras

### Novelas
- 1871: Guarda y tutela (Watch and Ward ). El Aleph, 2008.
- 1874: Madame de Mauves
- 1875: Roderick Hudson. Verticales de Bolsillo y Funambulista, 2006.
- 1877: El americano (The American). Traducción de Celia Montolío, Alba, Barcelona, 2002. Debolsillo, 2003.
- 1878: Los europeos (The Europeans). Folio, 2002.
- 1878: Daisy Miller. Espasa, 2006 y Laertes, 2011.
- 1879: Confianza (Confidence). Erasmus, 2011.
- 1880: Washington Square. Alba, 2010.
- 1881: Retrato de una dama (The Portrait of a Lady). Alianza, 2009 y Mondadori, 2009.
- 1886: Las bostonianas (The Bostonians). Debolsillo, 2009.
- 1886: La princesa Casamassima (The Princess Casamassima). Alianza, 1999.
- 1888: Los papeles de Aspern (The Aspern Papers). Alba, 2009.
- 1888: El eco (The Reverberator). Traductora: Celia Montolío, Alba, 2001.
- 1890: La trágica musa (The Tragic Muse). Seix-Barral, 1994.
- 1896: La otra casa (The Other House). Alba, 2003.
- 1897: El expolio de Poynton (The Spoils of Poynton). Promoción, 2007.
- 1897: Lo que Maisie sabía (What Maisie Knew). Traducción de Fernando Rodríguez Jadraque, Valdemar, 2013.
- 1898: Otra vuelta de tuerca (The Turn of the Screw). Alianza, 2009.
- 1899: La edad ingrata (The Awkward Age). Seix-Barral, 1996
- 1901: La fontana sagrada (The Sacred Fountain). Valdemar, 2005.
- 1902: Las alas de la paloma (The Wings of the Dove). Traducción de Miguel Temprano García, Alba, Barcelona, 2016. Herce, 2009.
- 1903: Los embajadores (The Ambassadors). Crítica y Ciencia, 2000.
- 1903: La bestia en la jungla (The Beast in the Jungle). Arena, 2003.
- 1904: La copa dorada (The Golden Bowl). Traducción de Andrés Bosch Vilalta, Alba, 2000.
- 1908: La familia al completo (The Whole Family), en colaboración con once escritores.
- 1911: La protesta (The Outcry). El Olivo Azul, 2010.
- 1917: La torre de marfil (The Ivory Tower). Obra póstuma e inconclusa. Pre-Textos, 2003.
- 1917: El sentido del pasado (The Sense of the Past). Obra póstuma e inconclusa. El Cobre, 2009.

### Otros
- A tragedy of Error, (1864), relato
- The Story of a Year (1865), relato. En castellano: La historia de un año. Traducción, José María Aroca. Ed. Acervo, 1967. Traducción de Amaya Monroy / Susan Walker, Ed. Eneida, 2013.
- A Landscape Painter (1866). Tr.: Un paisajista,, relato.
- A Day of Days (1866). Tr: Un día único, relato.
- My Friend Bingham (1867), relato.
- Poor Richard (1867). Tr: Pobre Richard, Funambulista, 2005, relato
- The Story of a Masterpiece (1868). Tr.: Historia de una obra maestra, Navona, 2010, relato
- The Romance of Certain Old Clothes (1868). Tr.: La leyenda de ciertas ropas antiguas, relato
- A Most Extraordinary Case (1868). Tr.: Un caso de lo más extraordinario, relato
- A Problem (1868). Tr.: Un problema, relato
- Gabrielle de Bergerac (1869). Tr.: Gabrielle de Bergerac, Impedimenta, 2010, relato.
- Travelling Companions (1870). Tr.: Compañeros de viaje, Navona, 2010, relato
- Guest's Confession (1872). Tr.: La confesión de Guest, Navona, 2011, relato
- Adina (1874). Tr. Id. Navona, 2010, relato ISBN 978-84-92840-21-2
- Un episodio internacional (1878), Funambulista, 2006
- Hawthorne (1879). traducción Justo Navarro, Pre-Textos, 2021
- The Point of View (1882). Tr.: El punto de vista, La Compañía, 2009
- Portraits of Places (1883). Tr.: Parcialmente en De París a los Pirineos, Abada, 2010. ISBN 978-84-96775-79-4
- A Little tour in France (1884).
- Lady Barberina (1884). Trad. id.: Treviana, 2009
- The Liar (1888). Tr.: El mentiroso, Funambulista, 2005.
- La muerte del león, Sexto Piso España, 2008 ISBN 978-84-96867-20-8
- A London Life (1889), tres relatos. Tr.: Una vida en Londres y otros relatos, con Lo más selecto (1903), en Lo más selecto. Cuentos y Nouvelles, Alba, 2005, ISBN 978-84-8428-272-3.
- The Coxon Fund (1893). Tr.: El fondo Coxon, Ático de libros, 2010, ISBN 978-84-937809-8-2, relato.
- La figura de la alfombra, Tr.: Impedimenta, 2008 ISBN 978-84-936550-8-2
- Guy Domville (1895)
- In the Cage (1898). Tr.: En la jaula, Alba, 1995.
- The third Person (1900). Tr.: La tercera persona.
- The papers (1903). Tr.: Los periódicos, Alba, 1998.
- A Small Boy and Other (1911). Tr.: Un Chiquillo y otro, Pre-Textos, 2000.
- Eugene Pickering, Contraseña, 2010
- English Hours (1905). Tr.: Parcialmente en Horas inglesas, Abada, 2025, ISBN 979-13-87521-20-2
- The American Scene (1907)
- Italian Hours (1909). Tr.: parcialmente, en Horas venecianas, Abada, 2008, ISBN 978-84-96775-31-2, y Vacaciones en Roma, Abada, 2012. ISBN 978-84-15289-43-2
- Cuadernos de notas, Destino, 2009. ISBN 978-84-233-4197-9
- Crónica de una amistad, Hiperión, 2009, cartas con Stevenson. ISBN 978-84-7517-902-5
- Cartas desde Venecia, Abada, 2011. ISBN 978-84-15289-08-1

## Biografías de Henry James
- León Edel, Life of Henry James (cinco volúmenes)
- Sheldon M. Novick, The Young Master yThe Mature Master

## Películas basadas en sus obras
- La heredera (William Wyler, 1949) basada en Washington Square.
- Suspense (Jack Clayton, 1961).
- Victoria (José Luis Ibáñez, 1972) basada en Washington Square.
- Una señorita rebelde (Peter Bogdanovich, 1974) basada en Daisy Miller.
- La habitación verde (Francois Truffaut, 1978).
- Las bostonianas (James Ivory, 1984).
- Retrato de una dama (Jane Campion, 1996).
- Las alas de la paloma (Iain Softley, 1997).
- Washington Square (Agnieszka Holland, 1997).
- El Celo (Antoni Aloi, 1999). Basada en Otra vuelta de tuerca con guion de Antoni Aloy, Barbara Gogny, Mitch Brian y protagonizada por Sadie Frost, Lauren Bacall y Harvey Keitel.
- La copa dorada (James Ivory, 2000).
- Le Pendu (Claire Devers, 2007) película de TV basada en The third person.
- ¿Qué hacemos con Maisie?, (2012) basada en What Maisie knew.
- The Beast (2023) basada en The Beast in the Jungle

En The Turn of the Screw, hay una lista de las películas que, total o parcialmente, se han basado en obras de Henry James.